# 斯梅奇諾

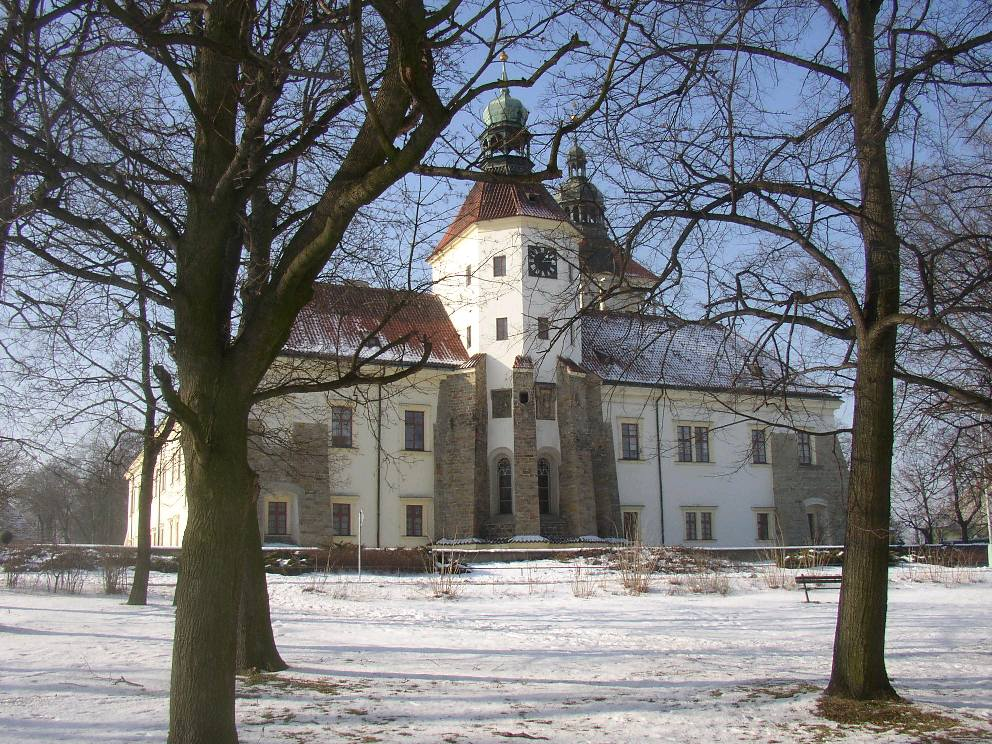

斯梅奇諾是捷克的城鎮，位於該國西北部，距離克拉德諾7公里，由中波希米亞州負責管轄，面積9.62平方公里，海拔高度372米，2011年人口1,896。

## 外部連結
- Municipal website (in Czech)